# Констал 114На
Констал 114На је тип зглобног нископодног трамваја којега је 1997. године производила пољска фирма Констал. Рађени су једино за Гдањск. Оба 2 трамваја овога типа је још у употреби. У трамвају се истовремено може превозити 289 особа.

## Конструкција
Године 1997. произведен је прототип. Први прототип је пробно возио по Гдањску, други прототип је након проба заједно са првим возио у редовном саобраћају. Трамвај је одвојен од типа Констал 112Н због тога што има три дела. Констал 114На је једносмерни осмоосовински троделни трамвај, а каросерија је спојена зглобом за закретање. Трамвај је 13% нископодан. Трамвај има на десној страни четвера двокрилна врата.

## Набавке трамваја
| Држава | Град   | Тип   | Године продаје | Испоручено трамваја | Гаражни бројеви | Измене | Извори      |
| ------ | ------ | ----- | -------------- | ------------------- | --------------- | ------ | ----------- |
| Пољска | Гдањск | 114На | 1997.          | 2                   | 1501-1502       |        | [ 1 ] [ 2 ] |

## Галерија
- Ентеријер трамваја 114На
- 114На пре модернизације у Гдањску
- Модернизовани трамвај 114На (тип 114На-МФ 12) у Гдањску
- Средњи нископодни дио